# Gustaf Collin (kyrkoherde)
Gustaf Collin, född 31 mars 1747 i Växjö, död 19 juni 1788 i Vadstena, Östergötlands län, var en svensk präst (kyrkoherde i Vadstena församling).

## Biografi
Gustaf Collin föddes 31 mars 1747 i Växjö. Han var son till kyrkoherden Johannes Collin och Sophia Juliana Linnæus i Ryssby socken. Collin studerade i Växjö och blev 4 oktober 1765 student vid Uppsala universitet, Uppsala. Han prästvigdes 18 november 1769 i Stockholm av biskopen Carl Fredrik Mennander i Åbo. Han blev då extra ordinarie bataljonspredikant vid Kronprinsens regemente. Collin tog 1772 pastoralexamen i Stockholm inför biskopen Olaus Petri Osander och domprosten Johan Rogberg. Han blev 1773 bataljonspredikant vid Västmanlands regemente och 1777 regementspastor. Han var samtidigt extra ordinarie hovpredikant. Den 2 januari 1784 blev han kyrkoherde i Vadstena församling, Vadstena pastorat, tillträde 1785 och blev 25 januari 1787 prost. Collin avled 19 juni 1788 i Vadstena och begravdes 24 juni av biskop Jacob Axelsson Lindblom i Vadstena klosterkyrka.

### Familj
Collin gifte sig 1785 med Maria Elisabeth Tidén (1764–1811). Hon var dotter till kyrkoherden Pehr Tidén och Maria Elisabeth Collin i Rystads socken. De fick tillsammans dottern Anna Juliana (1786–1854). Efter Collins död gifte Maria Elisabeth Tidén om sig med kommerserådet Samuel Johan Chierlin.